# (9288) Santos-Sanz
(9288) Santos-Sanz est un astéroïde de la ceinture principale.

## Description
(9288) Santos-Sanz est un astéroïde de la ceinture principale. Il fut découvert le 2 mars 1981 à Siding Spring par Schelte J. Bus. Il présente une orbite caractérisée par un demi-grand axe de 2,18 UA, une excentricité de 0,20 et une inclinaison de 1,2° par rapport à l'écliptique.

## Compléments